# Parque nacional de Kitulo
El Parque nacional de Kitulo (en suajili: Hifadhi ya Kitulo) es un área protegida de pastizales alpinos y bosques montanos en las tierras altas del Sur de Tanzania. El parque cubre un área de 412,9 kilómetros cuadrados (159,4 millas cuadradas), y está situado en parte en la región de Mbeya, y en parte en la región de Iringa. El área protegida incluye la meseta de Kitulo y el colindante bosque de Livingstone. El Parque está administrado por la institución "Parques Nacionales de Tanzania"(TANAPA), y es el primer parque nacional en el África tropical que se establece principalmente para la protección de su flora.
Los lugareños se refieren a la meseta de Kitulo como "Bustani ya Mungo" (El Jardín de Dios), mientras que los botánicos se refieren a ella como el Serengeti de las Flores.